# Fiskespel
Fiskespel är en samlande benämning på ett antal olika kortspel, som kännetecknas av en gemensam speciell spelmekanism. Ett välkänt exempel på fiskespel är kasino.
I ett typiskt fiskespel sitter spelarna med ett antal kort på handen och ska i tur och ordning med ett av dessa försöka "fiska up", det vill säga ta hem, kort som ligger med framsidan uppåt på bordet. Vanligtvis får man ta hem kort vars numeriska värden motsvaras av det numeriska värde som det valda kortet på handen har. Kan man inte ta hem något kort får man i stället lägga ut ett av sina egna kort på bordet som bidrag till det fortsatta "fisket".
Spelmekanismen härstammar från Kina, och fiskespelen är där vanligare och mer omtyckta än sticktagningsspelen. I västvärlden råder det motsatta förhållandet.

## Exempel på fiskespel
- Kasino
- Byggkasino
- Krypkasino
- Mulle
- Scopa
- Basra